# اچ.تی. کربی اسمیت
اچ. تی. کربی اسمیت (انگلیسی: H. T. Kirby-Smith؛ زادهٔ ۱ ژانویهٔ ۱۹۳۸) شاعر اهل ایالات متحده آمریکا است.
وی همچنین برندهٔ جوایزی همچون برنامه فولبرایت شده‌است.